# Vụ phóng hỏa Sungnyemun 2008
Vào ngày 10 tháng 2 năm 2008, một vụ phóng hỏa xảy ra tại cổng Sungnyemun, biểu tượng lịch sử ở Seoul, Hàn Quốc, gây thiệt hại nghiêm trọng cho công trình kiến trúc hơn 550 năm tuổi. Di tích sau đó được phục hồi và mở cửa trở lại vào năm 2013.

## Hỏa hoạn
Vụ hỏa hoạn bùng phát vào khoảng 8:50 tối Chủ nhật, ngày 10 tháng 2 năm 2008. Các lính cứu hỏa nhanh chóng có mặt tại hiện trường và bắt đầu dùng nước cố gắng dập tắt ngọn lửa. Theo báo cáo, họ được chính quyền hướng dẫn không được quyết liệt trong việc chữa cháy vì lo ngại công trình kiến trúc sẽ bị hư hại do áp suất nước cao.
Tuy nhiên, đến nửa đêm ngọn lửa bùng phát trở lại, nhanh chóng vượt khỏi tầm kiểm soát. Bất chấp nỗ lực của hơn 360 lính cứu hỏa có mặt tại hiện trường, ngọn lửa nhanh chóng phá hủy toàn bộ cấu trúc bằng gỗ và gây ra thiệt hại đáng kể cho các bức tường đá. Vụ hỏa hoạn không gây ra thương vong.

## Thủ phạm
Ban đầu, đám cháy bị nghi ngờ là do ngẫu nhiên. Tuy nhiên, nhiều nhân chứng cho biết đã nhìn thấy có người vào cổng ngay trước khi đám cháy xảy ra, hai chiếc bật lửa được tìm thấy ở hiện trường.
Các cuộc điều tra sau đó cho thấy đám cháy là một hành động phóng hỏa. Một người đàn ông 69 tuổi, được xác định là Chae Jong-gi (tiếng Hàn: 채종기; Hanja: 蔡宗基), đã bị cảnh sát bắt giữ vào ngày 12 tháng 2, vì nghi ngờ chính ông ta là người gây ra vụ cháy. Chae đã thú nhận hành vi phạm tội 30 phút sau khi bị bắt. Theo báo cáo của cảnh sát, Chae đến Sungnyemun vào khoảng 8:35 tối, mang theo một chiếc thang nhôm, ba chai dung dịch pha loãng sơn 1,5 lít và hai chiếc bật lửa. Ông dùng thang leo lên bức tường phía tây của cổng và đi lên tầng hai. Tại đây, ông ta bắt đầu phóng hỏa bằng cách đổ lên sàn bằng chất pha loãng sơn và châm lửa. Chae khai rằng nguyên nhân phóng hỏa vì tức giận về việc không được thanh toán đầy đủ cho mảnh đất mà ông đã bán cho các nhà đầu tư. Chae từng bị buộc tội phóng hỏa Xương Khánh cung ở Seoul vào năm 2006.
Lý do Chae Jong-gi chọn mục tiêu là Sungnyemun vì nơi này dễ dàng tiếp cận và chỉ được bảo vệ bằng cảm biến chuyển động. Ông ta cũng cân nhắc đến việc tấn công tàu hỏa hoặc xe buýt, nhưng sau đó từ bỏ ý định vì "sợ gây ra thương vong lớn". Ngày 25 tháng 4 năm 2008, Tòa án thủ đô Seoul đã tuyên án 10 năm tù đối với Chae Jong-Gi, về hành vi phóng hỏa cổng thành Sungnyemun và gây ra những "tổn hại không thể bù đắp" đối với người dân Hàn Quốc.

## Hậu quả

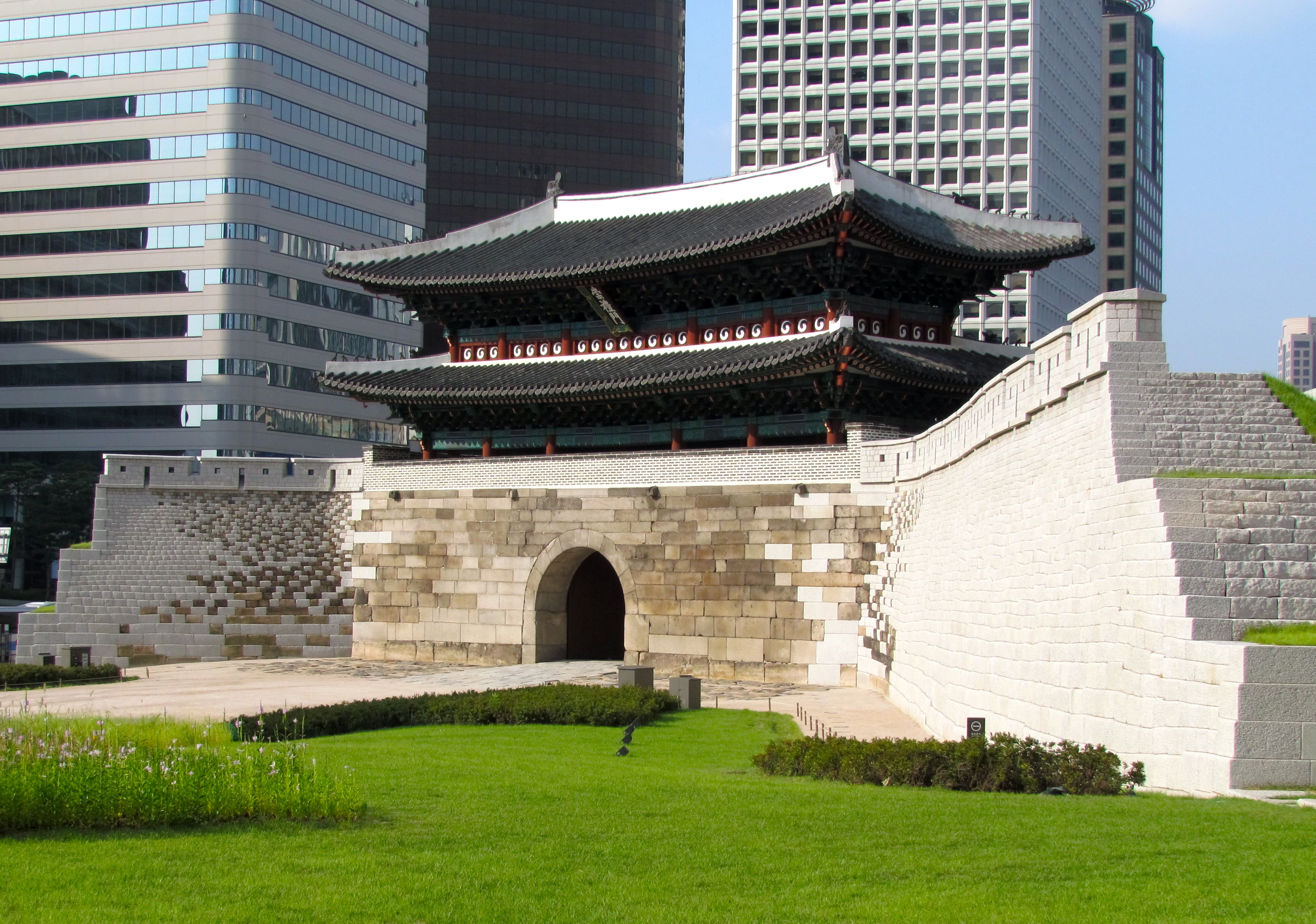
Cổng Sungnyemun năm 2013.

Báo chí Hàn Quốc đổ lỗi cho chính phủ vì đã không đảm bảo các biện pháp an ninh và chỉ trích lực lượng cứu hộ phản ứng chậm trễ trong quá trình chữa cháy. Sau khi xảy ra vụ việc, giám đốc Cục Quản lý Di sản Văn hóa Hàn Quốc Yoo Hong-joon đã đệ đơn từ chức. Cục Di sản Văn hóa cho biết sẽ phải mất ba năm và 21 triệu đô la để xây dựng lại và khôi phục cổng biểu tượng lịch sử. Năm 2006, 182 trang sơ đồ thiết kế của cánh cổng được hoàn thành như một biện pháp dự phòng chống lại những thiệt hại có nguy cơ xảy ra, quá trình dựng lại di tích có khả năng tiếp diễn.
Tổng thống Lee Myung-bak đề xuất một chiến dịch quyên góp để tài trợ cho việc trùng tu cổng thành. Nhiều người cho rằng chính phủ nên trả tiền cho việc trùng tu vì họ đã không bảo vệ được cấu trúc một cách đầy đủ. Ủy ban chuyển tiếp của Lee đã làm rõ những nhận xét của tổng thống đắc cử bằng cách tuyên bố chính phủ sẽ chi trả cho phần lớn việc trùng tu.
Cổng được trùng tu và mở cửa trở lại vào ngày 5 tháng 5 năm 2013, sau đó xây dựng lại bằng các công cụ và kỹ thuật truyền thống. Dự án tiêu tốn 25 tỷ won để hoàn thành bao gồm các hệ thống chữa cháy và camera quan sát.